# Luigi Villoresi
Luigi Villoresi (Milano, Italija, 16. svibnja, 1909. – Modena, Italija, 24. kolovoza 1997.) je bivši talijanski vozač automobilističkih utrka.
Gigi, kako su prijatelji često zvali Luigija, bio je stariji brat Emilija Villoresija, koji je bio kopilot u nekim utrkama koje je Luigi vozio na početku svoje karijere. Kako je potjecao iz dobrostojeće obitelji, Luigi je sebi mogao priuštiti kupnju automobila, te se počeo natjecati na lokalnim utrkama u dobi od dvadeset i dvije godine. Godine 1936. braća Villoresi kupili su Maserati koji su vozili pojedinačno u različitim utrkama. Emilio je bio toliko uspješan da je 1937. potpisao za Alfa Romeo, a Luigi je 1938. postao član momčadi Maserati. 
Godine 1939. tragedija je pogodila obitelj Villoresi, kada je Emilio poginuo testirajući svoj Alfa Romeo bolid na stazi u Monzi. Trkača karijera Luigija bila je prekinuta zbog Drugog svjetskog rata. Nakon završetka rata, Villoresi se vratio utrkivanju. U Formuli 1 debitirao je 1950. na VN Monaka. Od 1951. do1953. Villoresi je ostvario 8 podija vozeći za Ferrari. Najbolji rezultati u Formuli 1 su mu dva 2. mjesta na VN Argentine i VN Belgije 1953. Iako nikad nije pobijedio u Formuli 1, Luigi Villoresi je ostvario preko 30 pobjeda u drugim utrkama i kategorijama. 
Preminuo je 1997. u dobi od 88 godina u svom domu u Modeni.

## Rezultati u Formuli 1
| Sezona | Momčad                                                     | Šasija                   | Motor                         | Utrke | Pobjede | Podiji | Bodovi  | Plasman |
| ------ | ---------------------------------------------------------- | ------------------------ | ----------------------------- | ----- | ------- | ------ | ------- | ------- |
| 1950.  | Scuderia Ferrari                                           | Ferrari 125              | Ferrari V12                   | 3     | 0       | 0      | 0       | -       |
| 1951.  | Scuderia Ferrari                                           | Ferrari 375              | Ferrari V12                   | 7     | 0       | 3      | 15 (18) | 5.      |
| 1952.  | Scuderia Ferrari                                           | Ferrari 500              | Ferrari Straight-4            | 2     | 0       | 2      | 8       | 8.      |
| 1953.  | Scuderia Ferrari                                           | Ferrari 500              | Ferrari Straight-4            | 8     | 0       | 3      | 17      | 5.      |
| 1954.  | Officine Alfieri Maserati Scuderia Lancia                  | Maserati 250F Lancia D50 | Maserati Straight-6 Lancia V8 | 4     | 0       | 0      | 2       | 20.     |
| 1955.  | Scuderia Lancia                                            | Lancia D50               | Lancia V8                     | 2     | 0       | 0      | 2       | 20.     |
| 1956.  | Scuderia Centro Sud Luigi Piotti Officini Alfieri Maserati | Maserati 250F            | Maserati Straight-6           | 5     | 0       | 0      | 2       | 22.     |

## Indianapolis 500
| Sezona | Šasija   | Motor    | Start | Rezultat  |
| ------ | -------- | -------- | ----- | --------- |
| 1946.  | Maserati | Maserati | 28.   | 7. mjesto |

## Pobjede
| 1937. - Masaryk Circuit Grand Prix - Tripoli Grand Prix 1938. - Coppa Acerbo - Coppa Edda Ciano - Grand Prix d'Albigeois 1939. - South African Grand Prix - Targa Florio 1940. - Targa Florio 1946. - Grand Prix de Nice 1947. - Alsace Grand Prix - Grand Prix de Nîmes - Grand Prix de Nice - Lausanne Grand Prix - Buenos Aires Grand Prix-General Juan Perón Grand Prix - Buenos Aires Grand Prix-Eva Duarte Perón Grand Prix 1948. - British Grand Prix - Grand Prix d'Albigeois - Grand Prix du Comminges - Grand Prix of Naples - Penya Rhin Grand Prix - Buenos Aires Grand Prix-General Juan Perón Grand Prix - Buenos Aires Grand Prix-Eva Duarte Perón Grand Prix | 1949. - Dutch Grand Prix - Grand Prix de Bruxelles - Interlagos Grand Prix - Rio de Janeiro Grand Prix - Zandvoort Grand Prix 1950. - Grand Prix de Marseilles 1951. - Grand Prix de Marseilles - Pau Grand Prix - Mille Miglia - Syracuse Grand Prix 1952. - Gran Premio de Modena - Gran Premio del Valentino 1953. - Giro de Sicilia |

## Vanjske poveznice
- Villoresi na racing-reference.info